# Russell Brand
Russell Edward Brand, född 4 juni 1975 i Grays i Essex,  är en brittisk ståuppkomiker, skådespelare, krönikör och programledare i radio och tv. 
Brand började sin karriär som ståuppkomiker och som programledare på MTV. Han blev internationellt känd genom filmer som Dumpad (2008) och Get Him to the Greek (2010). 
Sedan hans medverkan i det brittiska programmet New Statesman 2013 har Brand också gjort sig känd som politisk aktivist och opinionsbildare i en mängd olika politiska och kulturella frågor. Han har lyft frågor om psykisk ohälsa, beroende, andlighet och social rättvisa, men har också kritiserats för att sprida konspirationsteorier och desinformation, särskilt under covid-19-pandemin.

## Karriär

### Komiker och skådespelare
Russell Brand slog igenom med sin excentriska stil i standup och som programledare på MTV. 
Under 2006 års Big Fat Quiz of the Year Show bildade Brand laget "Goth Detectives" tillsammans med Noel Fielding. De två var värdar för 2007 års Teenage Cancer Trust på Royal Albert Hall. Brand uppträdde i en sketch tillsammans med David Walliams och Matt Lucas från Little Britain på 2007 års Comic relief. Brand har medverkat i 2006 års Secret Policeman's Ball, en välgörenhetsgala som anordnades av organisationen Amnesty. Han var värd för MTV Video Music Awards 2009. 
Brand medverkade i filmen Dumpad (2008) där han spelade rollen som rockstjärnan Aldous Snow. Han medverkade i filmen Get Him to the Greek (2010) i samma roll som i Dumpad, och i Bedtime Stories (2008) med Adam Sandler.

### Opinionsbildare
Under 2010-talet blev Brand känd för sina YouTube-videor, poddar och böcker. Under tiden som opinionsbildare har hans åsikter skiftat: 
Tidigt 2010-tal: Brand var till en början en stark kritiker av kapitalism, ojämlikhet och traditionell partipolitik. Han förespråkade direktdemokrati, ekonomisk jämlikhet och spirituell utveckling. I sin bok Revolution (2014) manade han till radikal samhällsförändring.
Sent 2010-tal: I slutet av 2010-talet fokuserade Brands videor mer på personlig utveckling och andlighet.
2020-talet: Under covid-19-pandemin fick Brands Youtube-kanal ett uppsving samtidigt som kanalens politiska inriktning skiftade åt höger. Han har anklagats för att sprida desinformation om covid-19 och andra konspirationsteorier.

## Biografi
Brand gifte sig med den amerikanska sångerskan Katy Perry den 23 oktober 2010. De separerade 14 månader därefter och skildes 2012. Brand är vegan och äger företag värderade till 15 miljoner brittiska pund. Han är ett hängivet fan av fotbollsklubben West Ham United FC i Premier League och ses ofta på lagets matcher.
Sedan 2015 har Russell Brand varit tillsammans med Laura Gallacher, med vilken han har tre barn och gifte sig 2017.
I september 2023 publicerades en granskning av The Times, The Sunday Times och Channel 4, i vilken Brand anklagades för sexuella övergrepp och trakasserier mot flera kvinnor. Brand har nekat till och spridit konspirationsteorier om anklagelserna. Han har sedan dess åtalats för flera fall av övergrepp.

## Filmografi i urval
- 2008 – Dumpad
- 2008 – Bedtime Stories
- 2010 – Get Him to the Greek
- 2010 – The Tempest
- 2011 – Simpsons, avsnitt Angry Dad: The Movie (gäströst i TV-serie)
- 2011 – Hopp (röst)
- 2011 – Arthur (även producent)
- 2012 – Rock of Ages
- 2013 – Dumma mej 2 (röst)
- 2022 – Döden på Nilen

## Utmärkelser
| Utmärkelse                              | Kategori                                       | År   | Resultat | Ref.   |
| --------------------------------------- | ---------------------------------------------- | ---- | -------- | ------ |
| Time Out                                | Best Stand-Up                                  | 2006 | Vann     | [ 12 ] |
| Loaded Laftas                           | Best Stand-Up                                  | 2006 | Vann     | [ 13 ] |
| British Comedy Awards                   | Best Newcomer                                  | 2006 | Vann     | [ 14 ] |
| 33rd Annual Television and Radio Awards | Best Television Performer in a Non-Acting Role | 2007 | Vann     | [ 15 ] |
| British Comedy Awards                   | Best Live Stand-Up                             | 2008 | Vann     | [ 16 ] |
| Variety's Power of Comedy Award         |                                                | 2010 | Vann     | [ 17 ] |
| British Comedy Awards                   | Outstanding Contribution to Comedy             | 2011 | Vann     | [ 18 ] |
| GQ Men of the Year Awards               | Oracle                                         | 2013 | Vann     |        |
| Foot in Mouth Award                     | Quote                                          | 2014 | Vann     | [ 19 ] |

## Engelska originalcitat
1. ↑  "The internal mayhem I'm feeling is spilling out everywhere. I loved it, and felt very connected to activism – particularly activism that feels loaded with potential. Not the oppositional activism that seems like there's a stasis around it – earnestly sincere, but a monolith equal to the establishment."